# جنيفيف موريسون
جنيفيف موريسون (بالإنجليزية: Geneviève Morrison) (ولدت في 24 سبتمبر 1988  م) وهي مصارعة حرة كندية، تلعب بين فئة الوزني 45kg و 51kg، وقد حصلت على عدة ميداليات ذهبية في المسابقات الدولية بما فيها بطولة عموم أمريكا لعام 2015م.
تدربت في نادي دينو للمصارعة في مدينة كالغاري في مقاطعة ألبرتا الكندية.

## الإنجازات
- إحتلت موريسون المركز الأول في كلاسيكيات نوردهاقن لعام 2012م، 2013م و2015م.[2][1]
- حصلت أيضاً على ميداليتين ذهبيتين في بطولة العالم لجامعة FISU في عامي 2010م و2012م.[2][1]
- كما فازت موريسون بميدالية ذهبية في Dave Schultz Memorial في العام 2012م، وميداليات برونزية في عامي 2013م و2015م.[2][1]
- فازت موريسون أيضاً بميدالية ذهبية عن فئة وزن 48 كجم في بطولة عموم أمريكا لعام 2015م.[1][2]

## روابط خارجية
- جنيفيف موريسون على موقع قاعدة بيانات المصارعة الدولية (الإنجليزية)
- جنيفيف موريسون على موقع اللجنة الأولمبية الكندية (الإنجليزية)